# Order Towarzyszy Honoru
Order Towarzyszy Honoru (ang. Order of the Companions of Honour) – brytyjski order przyznawany obywatelom państw Wspólnoty Narodów mającym szczególne osiągnięcia w dziedzinach sztuki, literatury, muzyki, nauki, polityki, życia gospodarczego lub religijnego. Został ustanowiony w 1917 przez króla Jerzego V.
Order jest wyróżnieniem wyłącznie honorowym, niekiedy przyznawanym jako niższa klasa Orderu Zasługi.
Skład orderu jest limitowany: jednocześnie jego towarzyszami może być maksymalnie 65 osób, w tym 45 Brytyjczyków, 7 Australijczyków, 2 Nowozelandczyków i 11 obywateli innych państw Wspólnoty Narodów. Osoby spoza Wspólnoty mogą zostawać tzw. honorowymi członkami orderu i nie wlicza się ich do powyższego limitu.
Suwerenem orderu jest z urzędu monarcha brytyjski. Oprócz władcy nominować do niego mogą również premierzy krajów należących do Wspólnoty Narodów